# Baltika Narva
Il Baltika Narva era una società calcistica di Narva.

## Storia
Fondata nel 1972, ha vinto 3 campionati e 2 coppe nazionali.

## Palmarès

### Competizioni nazionali
- Campionato della RSS estone: 3

1974, 1975, 1977
- Coppe della Repubblica Socialista Sovietica d'Estonia: 2

1975, 1980

### Altri piazzamenti
- Campionato della RSS estone:

Secondo posto: 1980
Terzo posto: 1976, 1981